# Brad (Syrien)
Koordinaten: 36° 23′ 0″ N, 36° 54′ 0″ O
Brad, auch Barad, antike Namen Barade, Kaprobarada, arabisch براد, DMG Barād, war eine der größten Städte in frühbyzantinischer Zeit im Gebiet der Toten Städte im Nordwesten von Syrien. Während des 5. und 6. Jahrhunderts erlebte sie ihre Blütezeit als Verwaltungszentrum der nördlichen Region des Dschebel Siman. Aus dieser Zeit sind die Ruinen mehrerer Kirchen, Wohnhäuser und eines Klosters erhalten.

## Lage
Brad liegt im Gouvernement Aleppo etwa 40 Kilometer nordwestlich von Aleppo auf 586 Meter Höhe im Zentrum des Dschebel Siman, eines nord-südlich verlaufenden, verkarsteten Höhenzugs mit geringer landwirtschaftlicher Nutzung, der das Tal des Afrin im Osten begrenzt. Der Dschebel Siman bildet die nördlichste Hügelkette innerhalb des nordsyrischen Kalksteinmassivs.
Die Straße von Aleppo nach Afrin umfährt in der Talebene im Westen das Bergland. 14 Kilometer nördlich von Deir Seman zweigt in Basuta eine schmale Straße 10 Kilometer nach Osten in den abgelegenen Ort ab. Brad ist die nördlichste bekannte Siedlung aus antiker Zeit im Gebiet der Toten Städte. Wenige Kilometer südlich sind die Ruinen von Kirchen und Wohngebäuden kleinerer frühbyzantinischer Orte erhalten: In einem Bereich von West nach Ost sind dies Basufan, Kharab Shems, Burj Haidar und Fafertin; in Kafr Nabu steht eine Tempelruine aus römischer Zeit.
Die Verwaltungshauptstadt Kapropera (al-Bara) für den Süden, das Pilgerzentrum Telanissos (Deir Seman) und Kaprobarada als Zentrum der Antiochia zugeordneten nördlichen Region Antiochene waren die drei einzigen Städte in dem mit über 700 Dörfern dicht besiedelten Gebiet.

## Geschichte
Im 2. und 3. Jahrhundert war der Ort eine landwirtschaftliche Siedlung, in der bereits der Anbau von Oliven eine herausragende Bedeutung besaß. Es wurde in dieser Zeit eine öffentliche Badeanlage (Therme) in der Nähe eines Mausoleums erbaut. Im 4. Jahrhundert erweiterte sich der Ort nach Norden um ein Gebiet mit größeren Landhäusern, die einer wohlhabenden Schicht von Landbesitzern gehörte. Der Niedergang begann im 7. Jahrhundert, als die Siedlungen im Gebiet der Toten Städte allmählich verlassen wurden.
Über eine Besiedlung im Mittelalter ist nichts bekannt. Gertrude Bell beschrieb 1905 Brad als größtes Dorf im Dschebel Siman, das teilweise von Kurden bewohnt ist.
Brad wurde nach SOHR-Angaben am 21. März 2018 von türkischen Hilfstruppen im Zuge der Türkischen Militäroffensive auf Afrin besetzt.

## Ortsbild
Zur Blütezeit im 6. Jahrhundert hatte die Stadt mit Landhäusern (Residenzen), vier Kirchen, einem Kloster und Ölpressen als der wirtschaftlichen Grundlage eine Ausdehnung von etwa zwei Quadratkilometer.

### Julianoskirche
Das bedeutendste Bauwerk war die dreischiffige Säulenbasilika. Sie wurde 395 bis 402 von Julianos unter der Mitarbeit von Marinos errichtet. Ab Ende des 4. Jahrhunderts wurden die Architekten inschriftlich erwähnt. Julianos war der große Gegenspieler des Markianos Kyris; alle drei waren die führenden Architekten und in den ersten beiden Jahrzehnten des 5. Jahrhunderts für die maßgeblichen Kirchen im Norden des Kalksteinmassivs verantwortlich.
Die heute bis auf die Grundmauern zerstörte Kirche wurde an der Stelle eines römischen Tempels erbaut, von dem die Mitteltür an der westlichen Giebelseite mit besonders langen Kalksteinquadern und einige Halbsäulen als Spolien in den Neubau übernommen wurden. Das klassische Tempelportal wurde durch sehr flache Entlastungsbögen über einem schmalen, weit vorkragenden Türsturz gebildet, dessen Enden auf Konsolen ruhten. In der Ostwand der Apsis befanden sich drei Rundbogenfenster; die beiden Apsisnebenräume waren durch Türen von den Seitenschiffen zugänglich, oberhalb der Türen gab es Fensteröffnungen. Der Triumphbogen an der Apsiswand im Innern ruhte seitlich auf den Kapitellen von Pilastern, die denen der ältesten Kirche von Fafertin entsprachen. In der Julianoskirche war in der Mitte des Kirchenschiffs das früheste Bema eingebaut. Dieses Podium für den Klerus wurde im Lauf der Zeit verändert. Zuerst standen auf einer niedrigen Plattform bewegliche hölzerne Sitze. Später wurde es vergrößert und erhielt einen U-förmigen Steinsockel, auf dem zwölf Sitze fest installiert waren.
Der traditionsverpflichtete Julianos verwendete häufiger Spolien als Markianos Kyris, der bei der Gestaltung der Dekorationselemente als der Innovativere gilt, dafür aber bei seinen Bauten an der älteren Tradition einer geschlossenen Westfassade festhielt. Bei der Julianoskirche ist dagegen die westliche Eingangsseite durch das Portal betont, auf dem sich auch die Einweihungsinschrift 401/2 befand. Die meisten Kirchen wurden durch Eingänge an der Südseite betreten. Jeweils zwei Eingänge an der Nord- und Südseite mit Säulenportiken stammen wohl aus späterer Zeit. Im Innern waren mehrere Inschriften angebracht, denen zu entnehmen ist, dass wohlhabende Einwohner des Ortes die Kirche finanziert hatten.
Eine Kapelle an der Nordseite dürfte zeitgleich mit den Eingängen hinzugekommen sein. Sie hatte die Form einer winzigen dreischiffigen Basilika mit einem dreigeteilten Altarraum. Im Süden war ein länglicher Innenhof mit Säulenreihen an den drei Außenseiten angebaut.
100 Meter östlich der Julianoskirche lag ein Andron (Gemeinschaftshaus), dessen Obergeschoss samt dem an der Eingangsseite angebauten zweigeschossigen Portikus eingestürzt ist. Der massive Boden des oberen Stockwerks wurde von drei weiten, fünf Meter überspannenden Rundbögen getragen.

### Nordkirche

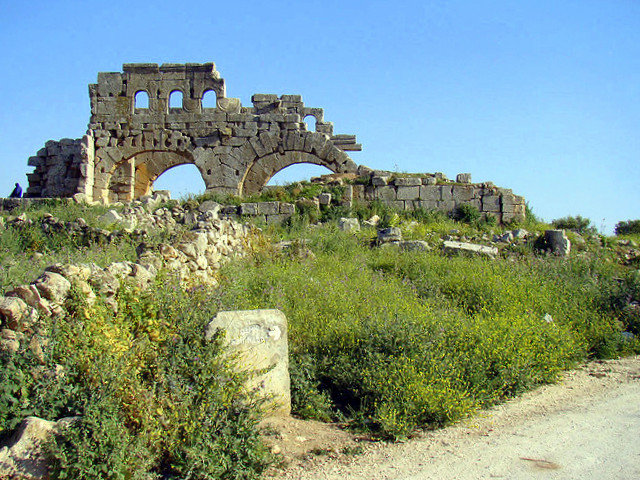
Reste der Nordkirche

Besser erhalten blieb die Nordkirche, eine 561 datierte Weitarkadenbasilika mit jeweils drei Jochen und einer halbrunden Apsis. Sie stand in der Tradition der knapp 100 Jahre zuvor errichteten, wenig größeren Basilika von Qalb Loze. Dieser Bautyp, zu dem im Norden nur noch die Basilika von Sheikh Sleman (602 datiert) mit ihren ungewöhnlich hohen und eng stehenden Pfeilern und im Süden des Gebietes die Bizzoskirche von Ruweiha gerechnet werden kann, wurde ansonsten nirgends mehr verwirklicht. Der reichlich vorhandene und einfach zu bearbeitende Kalkstein erlaubte die Herstellung von Säulen, die bevorzugt wurden, da sie nicht so wuchtig wirkten. Die beiden Mittelschiffhochwände erhoben sich auf zwei massiven gedrungenen Pfeilern, die obere Reihe der Rundbogenöffnungen war ohne Bezug zu den Arkaden des Erdgeschosses angeordnet. Die beiden Bögen und der zentrale Teil der Altarwand im Osten stehen noch aufrecht. Innen hatte die Kirche fast keinen Ornamentschmuck. Die unteren Fenster der äußeren Südwand waren in der Reduktion früherer, waagrecht entlang der Fassaden verlaufender Dekorbänder an anderen Kirchen nur einzeln von einem Fries umgeben. Dagegen begrenzte ein sorgfältig reliefiertes Girlandenband die Fensteröffnungen des Obergadens, das sich über alle Fenster hinwegzog und sich an den Enden zu Voluten rollte.
Die Rundapsis lag eingeschlossen innerhalb der geraden Ostwand; die beiden seitlichen Apsisnebenräume waren rechteckig. Sie dienten wie anderswo als Martyrion (Reliquienkammer) und Diakonikon. Es gab zwei Eingänge an der südlichen Längsseite und einen weiteren zum südlichen Nebenraum, wodurch sich dieser Raum als ehemaliges Martyrion zu erkennen gibt. An diesem heiligsten und für die Pilger von außen zugänglichen Raum befand sich über dem Eingang die griechische Inschrift mit dem Einweihungsdatum.

### Kloster
Die relativ gut erhaltene Südkirche (auch Südwestkirche) aus dem 6. Jahrhundert zählte zu den größten Hallenkirchen. Sie war einschiffig und besaß eine rechteckige Apsis. Sie gehörte zusammen mit Wohngebäuden und einer Herberge zu einem 500 Meter südwestlich des Ortes gelegenen Kloster, dessen Ruinen lokal „Qasr“ (arabisch: „Burg“) genannt werden. Ein Wohngebäude ist zweigeschossig einschließlich der Giebel und mit angebauten Pfeilerportiken erhalten. 20 Meter südlich vom Westende der Kirche steht ferner ein drei- oder viergeschossiger quadratischer Turm, der bis zum Dachgesims erhalten ist und vermutlich als mönchischer Rückzugsort diente.

### Gebäude aus römischer Zeit
Im Norden des heutigen Dorfes befinden sich die Reste der römischen Therme. In sechs Siedlungen der Toten Städte wurden römische Bäder gefunden. Am besten erhalten sind diejenigen von Serjilla im Dschebel Zawiye und Babisqa im Dschebel Barisha aus dem 5. oder 6. Jahrhundert. Die Therme von Brad wurde von Georges Tchalenko in den 1950er Jahren als zweigeschossiges basilikales Gebäude mit mehreren Anbauten rekonstruiert. Laut Tchalenko gehörte sie im 2. Jahrhundert zu der früher als das Dorf bestehenden Residenz eines Landbesitzers. Howard Crosby Butler hatte das Bad um 1900 in das 3. Jahrhundert datiert.
100 Meter östlich davon ist aus dem 2. oder 3. Jahrhundert ein seltenes Grabmonument in der Bauform eines Tetrapylons erhalten. Auf einer niedrigen quadratischen Sockelzone, die durch ein Gesims mit einer Hohlkehle abgeschlossen wird, stehen vier massive Eckpfeiler, über denen Rundbögen ein Pyramidendach tragen. Von den Abschlusssteinen der Bögen blicken Büsten herab. Das Sockelgeschoss hat einen Innenraum, in dem sich möglicherweise der Sarkophag befand. Alternativ stellte der Turm den sichtbaren Teil eines unterirdischen Grabraums dar. Ein ähnlicher, aber sechseckiger Grabturm ist weiter nördlich in Kyrrhos vollständig erhalten.